# 1186 Turnera
1186 Turnera је астероид главног астероидног појаса. Приближан пречник астероида је 35,56 ,
а средња удаљеност астероида од Сунца износи 3,019 астрономских јединица (АЈ).
Инклинација (нагиб) орбите у односу на раван еклиптике је 10,740 степени, а орбитални период износи 1916,005 дана (5,245 година). Ексцентрицитет орбите астероида износи 0,105.
Апсолутна магнитуда астероида износи 9,20 а геометријски албедо 0,291.
Астероид је откривен 1. августа 1929. године.